# Transport kolejowy w Gwinei Bissau
Transport kolejowy w Gwinei Bissau – zlikwidowany i planowany system transportu szynowego w Gwinei Bissau. Obecnie Gwinea Bissau jest państwem pozbawionym transportu kolejowego.

## Historia
Na terenie portu w Bissau (stolicy kraju) działała towarowa sieć kolejowa. Funkcjonowała ona od końca XIX wieku do lat 40. XX wieku.

## Kolej portowa w latach 1900-1920

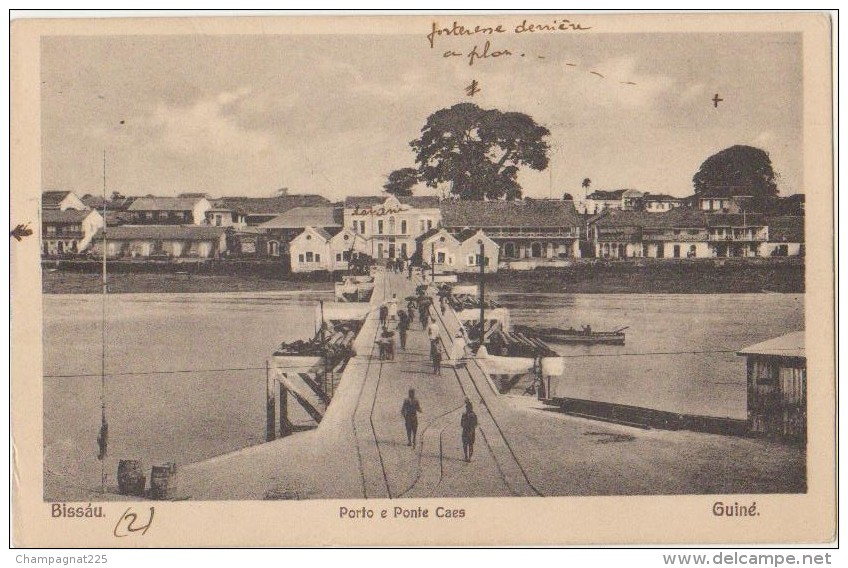
Torowiska na molo portowym w Bissau
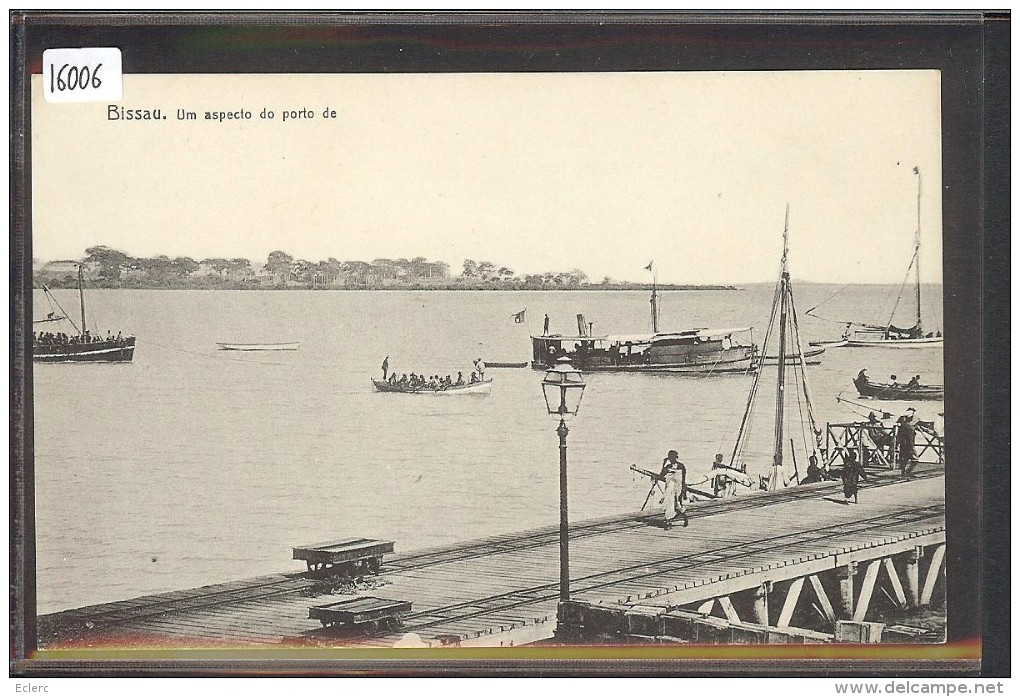
Wózki ręczne na molo
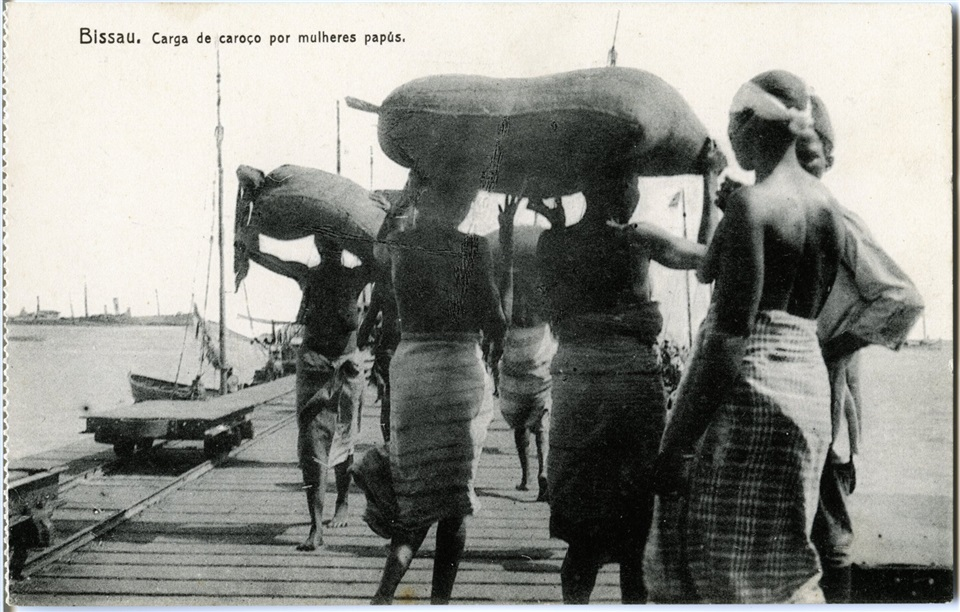
Papuaskie kobiety i wózki na molo

## Plany
W 1998 osiągnięto porozumienie w sprawie budowy połączenia kolejowego z sąsiednią Gwineą. Projektu tego jednak zaniechano z uwagi na wybuch wojny domowej. Rozważano również budowę linii obsługujących kopalnie boksytów w Madina do Boé i port śródlądowy w Bubie, co ułatwiłoby eksport tego surowca. Inwestycję tę miało prowadzić przedsiębiorstwo wydobywcze z Angoli, ale prawdopodobnie została ona wstrzymana.
W 2019 międzynarodowe konsorcjum przygotowało projekt budowy nowej linii kolejowej, której zadaniem byłoby wywożenie boksytów ze złóż w regionie Santou i Houda (250 km na północ od Konakry, stolicy Gwinei) oraz do granicy z Gwineą Bissau, jak również jej transport do rafinerii tlenku glinu, która miała zostać wybudowana w specjalnej strefie ekonomicznej Boké, w pobliżu granicy Gwinei z Gwineą Bissau. Budowę tej 135-kilometrowej kolei miały zrealizować dwa chińskie przedsiębiorstwa.